# Liste der Monuments historiques in Villers (Vosges)
Die Liste der Monuments historiques in Villers führt die Monuments historiques in der französischen Gemeinde Villers auf.

## Liste der Immobilien
| Bezeichnung | Beschreibung           | Standort               | Kennzeichnung | Schutzstatus | Datum | Bild           |
| ----------- | ---------------------- | ---------------------- | ------------- | ------------ | ----- | -------------- |
| Wegekreuz   | Stein, 17. Jahrhundert | Rue de l’Église (Lage) | PA00107314    | Classé       | 1932  | weitere Bilder |

## Liste der Objekte
| Bezeichnung          | Beschreibung           | Standort                      | Kennzeichnung | Schutzstatus | Datum | Bild |
| -------------------- | ---------------------- | ----------------------------- | ------------- | ------------ | ----- | ---- |
| Skulptur Saint Menge | Stein, 16. Jahrhundert | in der Kirche St-Menge (Lage) | PM88000966    | Classé       | 1964  |      |